# مارتن واترس
مارتن واترس (بالإنجليزية: Marietta Waters)‏ هي موسيقية ومغنية أمريكية، ولدت في القرن العشرين.

## وصلات خارجية
- مارتن واترس على موقع ميوزك برينز (الإنجليزية)
- مارتن واترس على موقع ميوزك برينز (الإنجليزية)
- مارتن واترس على موقع ديسكوغز (الإنجليزية)